# Peter John Stevens
Peter John Stevens (Kranj, 1 de junio de 1995) es un deportista esloveno que compite en natación, especialista en el estilo libre.
Ganó una medalla de plata en el Campeonato Mundial de Natación en Piscina Corta de 2016 y dos medallas en el Campeonato Europeo de Natación, plata en 2016 y bronce en 2018.

## Palmarés internacional
| Campeonato Mundial en Piscina Corta | Campeonato Mundial en Piscina Corta | Campeonato Mundial en Piscina Corta | Campeonato Mundial en Piscina Corta |
| Año                                 | Lugar                               | Medalla                             | Prueba                              |
| ----------------------------------- | ----------------------------------- | ----------------------------------- | ----------------------------------- |
| 2016                                | Windsor (Canadá)                    | Medalla de plata                    | 50 m braza                          |
| Campeonato Europeo                  |                                     |                                     |                                     |
| Año                                 | Lugar                               | Medalla                             | Prueba                              |
| 2016                                | Londres (Reino Unido)               | Medalla de plata                    | 50 m braza                          |
| 2018                                | Glasgow (Reino Unido)               | Medalla de bronce                   | 50 m braza                          |